# Schumjatschi
Schumjatschi (russisch Шумя́чи) ist eine Siedlung städtischen Typs in der Oblast Smolensk in Russland mit 4227 Einwohnern (Stand 14. Oktober 2010).

## Geographie
Der Ort liegt gut 100 km Luftlinie südlich des Oblastverwaltungszentrums Smolensk am linken Ufer des linken Ostjor-Nebenflusses Schumjatschka. Er ist etwa zwölf Kilometer von der Staatsgrenze zu Belarus entfernt.
Schumjatschi ist Verwaltungszentrum des Rajons Schumjatschski sowie Sitz und einzige Ortschaft der Stadtgemeinde Schumjatschskoje gorodskoje posselenije.

## Geschichte
Der Ort wurde erstmals 1587 in einer litauischen Urkunde erwähnt. Im 18. Jahrhundert wurde Schumjatschi Verwaltungssitz einer Wolost des Ujesds Klimowitschi des Gouvernements Mogiljow. Bis zum Anfang des 20. Jahrhunderts entwickelte sich der Ort zu einem der vielen Schtetl der Region; der jüdische Bevölkerungsanteil betrug über die Hälfte.
1929 wurde Schumjatschi Verwaltungssitz eines neu geschaffenen, nach ihm benannten Rajons. Im Zweiten Weltkrieg war es von 1. August 1941 bis 27. September 1943 von der deutschen Wehrmacht besetzt. In dieser Zeit wurde faktisch die gesamte jüdische Bevölkerung vernichtet, überwiegend vor Ort erschossen.
1965 erhielt der Ort den Status einer Siedlung städtischen Typs.

### Bevölkerungsentwicklung
| Jahr | Einwohner |
| ---- | --------- |
| 1897 | 3991      |
| 1939 | 3465      |
| 1959 | 2704      |
| 1970 | 4258      |
| 1979 | 5170      |
| 1989 | 5724      |
| 2002 | 4731      |
| 2010 | 4227      |

Anmerkung: Volkszählungsdaten

## Verkehr
Einige Kilometer südlich der Siedlung verläuft die föderale Fernstraße A130 von Moskau über Roslawl zur belarussischen Grenze in Richtung Babrujsk.
Sieben Kilometer südlich von Schumjatschi befand sich die nächstgelegene Bahnstation Ponjatowka bei Kilometer 491 der auf diesem Abschnitt 1931 eröffneten Strecke Baranawitschy – Krytschau – Roslawl – Suchinitschi. Diese wurde aber nach dem Zerfall der Sowjetunion auf dem grenzüberschreitenden Teilstück Krytschau – Roslawl stillgelegt, nachdem sie bis zur Grenze zuletzt noch vom 30 km ostnordöstlich gelegenen Roslawl an der Strecke Orjol – Brjansk – Smolensk als Anschlussgleis sporadisch im Güterverkehr befahren wurde.

## Söhne und Töchter des Ortes
- Samuil Rossin (1892–1941), sowjetisch-jiddischer Dichter
- Heorhij Tassin (1895–1956), ukrainischer Filmregisseur